# Тиррелл, Энн
Энн Тиррелл (англ. Ann Tyrrell), имя при рождении Анна Тиррелл (англ.  Anna Tyrrell; 6 февраля 1909 — 20 июля 1983) — американская актриса театра, кино и телевидения 1940—1960-х годов.
За время своей карьеры Тиррелл сыграла роли второго плана в 31 фильме, среди которых «В клетке» (1950), «Выхода нет» (1950), «Распрощайся с завтрашним днём» (1950), «Стеклянный зверинец» (1950), «Крик об опасности» (1951), «Моя подлинная история» (1951), «Девушка в белом» (1952), «Юлий Цезарь» (1953), «Номер для директоров» (1954) и «С добрым утром, мисс Дав» (1955).
Вероятно, более всего Тиррелл известна по двум комедийным телесериалам с участием Энн Сотерн — «Персональный секретарь» (1953—1957) и «Шоу Энн Сотерн» (1958—1961).

## Ранние годы и начало карьеры
Энн Тиррелл родилась 6 февраля 1909 года в округе Уотком, штат Вашингтон, США. До сорока лет Тиррелл работала в театре.

## Карьера в кинематографе
Тиррелл дебютировала в кинематографе в комедии с Клодетт Кольбер и Робертом Янгом «Невеста на продажу» (1949). В 1950 году Тиррелл сыграла в десяти фильмах, среди них три престижных фильма нуар. В тюремном фильме нуар «В клетке» (1950) с Элинор Паркер она сыграла небольшую роль одной из заключённых (без упоминания в титрах), в другом фильме нуар «Выхода нет» (1950) с Ричардом Уидмарком и Сидни Пуатье у неё также была небольшая роль медсестры (без указания в титрах), наконец, она сыграла ещё одну небольшую роль (без указания в титрах) в своём третьем фильме нуар года, «Распрощайся с завтрашним днём» (1950) с Джеймсом Кэгни в главной роли. В том же году Тиррелл сыграла в трёх менее значимых фильмах нуар. В частности, в картине «Свидание с опасностью» (1950) с участием Алана Лэдда она сыграла (без упоминания в титрах) секретаршу в офисе начальника почты, а в фильме нуар «Украв однажды» (1950) у неё была роль тюремного зубного врача, доброжелательной доктора Борден, ассистенткой которой администрация назначает главную героиню (Джун Хэвок), которая отбывает тюремный срок за ограбление. В какой-то момент отчаявшаяся героиня бьёт доктора Борден пистолетом по голове и сбегает из тюремной больницы. У Тиррелл также была небольшая роль (без указания в титрах) в низкобюджетном фильме нуар «Отряд по борьбе с мошенничествами» (1950). Тиррелл сыграла заметную роль второго плана в драме по пьесе Теннесси Уильямса «Стеклянный зверинец» (1950) с участием Кирка Дугласа и Джейн Уаймен. У неё также были роли второго плана (без указания в титрах) в комедиях «Срочная свадьба» (1950) с Барбарой Хейл и «Мама мне не сказала» (1950) с Дороти Макгуайр.
Среди шести картин Тиррелл в 1951 году был ещё один фильм нуар «Крик об опасности» (1951) с Уильямом Пауэллом, где актриса сыграла эпизодическую роль (без указания в титрах). Она также снялась в роли второго плана в криминальной мелодраме «Моя подлинная история» (1951) с Хелен Уокер в главной роли воровки драгоценностей. Другими фильмами Тиррелл в 1951 году были комедии «Бонзо пора спать» (1951) с Рональдом Рейганом, «Моложе себя и не почувствуешь» (1951) с Монти Вулли, «Бензиновый переулок» (1951) и «Вперёд» (1951). В 1952 году Тиррелл сыграла роль жены управляющего ночным клубом в фильме нуар с Уолтером Пиджоном «Измена» (1952) и роль медсестры в фильме нуар с Лореттой Янг «Из-за тебя» (1952). Она также сыграла роли медсестёр в биографической медицинской драме «Девушка в белом» (1952) с Джун Эллисон и в мелодраме с Лореттой Янг «Пола» (1952). Тиррелл также появилась в небольших ролях (Без указания в титрах) в комедиях «Любовь лучше, чем когда-либо» (1952) с Элизабет Тейлор и «Отпуск для грешников» (1952) с Гигом Янгом.
В 1953 году Тиррелл появилась в роли гражданки Рима в шекспировской исторической драме «Юлий Цезарь» (1953) с участием Марлона Брандо и Джона Гилгуда, а также сыграла роль Мэри Тюдор, сестры Королевы Елизаветы I, в исторической биографической драме «Малышка Бесс»(1953) с Джин Симмонс в заглавной роли. В том же году Тиррелл сыграла в приключенческой комедии с Энн Шеридан и Стерлингом Хейденом «Возьми меня в город» (1953) и в комедии с Редом Скелтоном «Наполовину герой» (1953). Год спустя у Тиррелл были небольшие роли в драме «Номер для директоров» (1954) с Уильямом Холденом и Барбарой Стэнвик, а также в музыкальной комедии с Дорис Дэй «Везунчик» (1954), где она сыграла предсказательницу. В биографической исторической драме «Семеро сердитых мужчин» (1955) с Рэймондом Мэсси в роли знаменитого аболициониста Джона Брауна Тиррелл сыграла его вторую жену Мэри. Её последней работой для большого экрана стала мелодрама «С добрым утром, мисс Дав» (1955), в которой заглавную роль строгой учительницы маленького городка сыграла Дженнифер Джонс.

## Карьера на телевидении
В период с 1952 по 1953 год Тиррелл сыграла в 115 эпизодах 14 различных телесериалов.
Более всего зрителю Тиррелл известна как «остроумная подруга и коллега героини Энн Сотерн в комедийных сериалах „Персональный секретарь“ (1953—1957, 41 эпизод) и „Шоу Энн Сотерн“ (1958—1961, 56 эпизодов)». В течение четырёх сезонов ситкома «Персональный секретарь» Тиррелл играла администратора офиса Вайолет «Вай» Прэскинс, которая является коллегой и ближайшей подругой главной героини сериала, секретарши агента по поиску талантов Сьюзи Макнамара, которую играла Энн Сотерн. В течение 1955—1957 годов сериал пять раз номинировался на Прайм-таймовую премию «Эмми». После закрытия сериала в 1957 году из-за контрактных разногласий Сотерн пригласила Тиррелл в свой новый ситком «Шоу Энн Сотерн». На этот раз Сотерн играла Кэти О’Коннор, ассистента управляющего шикарным нью-йоркским отелем, а Тиррелл — Олив Смит, её секретаршу и лучшую подругу.
Тиррелл также можно увидеть в эпизодах таких сериалов, как «Неожиданное» (1952), «Приключения Супермена» (1952), «Приключения Кита Карсона» (1952—1953, 3 эпизода), «Городской детектив» (1953), «Солдаты удачи» (1955), «Выбор народа» (1958), «Освободите место для папочки» (1962) и «Правосудие Берка» (1964), после съёмок в котором она завершила актёрскую карьеру.

## Актёрское амплуа и оценка творчества
Как отмечено на странице Энн Тиррелл в IMDb, она была высокой и стройной характерной актрисой с неприметной внешностью и широко открытыми глазами. Несмотря на то, что она начинала карьеру в кинематографе, где в основном играла небольшие и эпизодические роли клерков, медсестёр, телефонисток и секретарш, наибольшее впечатление она произвела на телевидении, исполняя постоянные роли в ситкомах «Персональный секретарь» (1953—1957) и «Шоу Энн Сотерн» (1958—1961).

## Последние годы жизни и смерть
После завершения актёрской карьеры Тиррелл работала специалистом по речи и делала записи программ для слепых.
Энн Тиррелл умерла 20 июля 1983 года от сердечного приступа в больнице Пасадины, Калифорния, в возрасте 74 лет.

## Фильмография
| Год       |   | Русское название                  | Оригинальное название                   | Роль                                               |
| --------- | - | --------------------------------- | --------------------------------------- | -------------------------------------------------- |
| 1949      | ф | Невеста на продажу                | Bride for Sale                          | мисс Свонсон                                       |
| 1950      | ф | Дикая игра отца                   | Father's Wild Game                      | Тильда                                             |
| 1950      | ф | Стеклянный зверинец               | The Glass Menagerie                     | клерк                                              |
| 1950      | ф | Украв однажды                     | Once a Thief                            | доктор Борден                                      |
| 1950      | ф | Отряд по борьбе с мошенничествами | Bunco Squad                             | мисс Дилби (в титрах не указана)                   |
| 1950      | ф | В клетке                          | Caged                                   | Эдна (в титрах не указана)                         |
| 1950      | ф | Срочная свадьба                   | Emergency Wedding                       | мисс Нильсон (в титрах не указана)                 |
| 1950      | ф | Распрощайся с завтрашним днем     | Kiss Tomorrow Goodbye                   | мисс Стейнс (в титрах не указана)                  |
| 1950      | ф | Мама мне не сказала               | Mother Didn't Tell Me                   | миссис Джонс (в титрах не указана)                 |
| 1950      | ф | Выхода нет                        | No Way Out                              | медсестра (в титрах не указана)                    |
| 1950      | ф | Свидание с опасностью             | Appointment with Danger                 | Гэри, секретарь почтмейстера (в титрах не указана) |
| 1951      | ф | Бонзо пора спать                  | Bedtime for Bonzo                       | телефонистка                                       |
| 1951      | ф | Моя подлинная история             | My True Story                           | Софи                                               |
| 1951      | ф | Моложе себя и не почувствуешь     | As Young as You Feel                    | секретарь Кливленда (в титрах не указана)          |
| 1951      | ф | Крик об опасности                 | Cry Danger                              | женщина в квартире 201 (в титрах не указана)       |
| 1951      | ф | Вперёд                            | Up Front                                | медсестра (в титрах не указана)                    |
| 1951      | ф | Бензиновый переулок               | Gasoline Alley                          | мисс Ент (в титрах не указана)                     |
| 1952      | ф | Девушка в белом                   | The Girl in White                       | медсестра Бигли                                    |
| 1952      | ф | Из-за тебя                        | Because of You                          | медсестра (в титрах не указана)                    |
| 1952      | ф | Отпуск для грешников              | Holiday for Sinners                     | (в титрах не указана)                              |
| 1952      | ф | Любовь лучше, чем когда-либо      | Love Is Better Than Ever                | миссис Уитни (в титрах не указана)                 |
| 1952      | ф | Пола                              | Paula                                   | медсестра в приёмной (в титрах не указана)         |
| 1952      | ф | Измена                            | The Sellout                             | миссис Дженни Нова Эмбой (в титрах не указана)     |
| 1952      | с | Приключения Супермена             | Adventures of Superman                  | мисс Уолтон (1 эпизод)                             |
| 1952      | с | Неожиданное                       | The Unexpected                          | предсказательница (1 эпизод)                       |
| 1952      | с | Театр Гильдии Груэна              | Gruen Guild Playhouse                   | (1 эпизод)                                         |
| 1952—1953 | с | Театр от «Шеврон»                 | Chevron Theatre                         | разные роли (4 эпизода)                            |
| 1952—1953 | с | Приключения Кита Карсона          | The Adventures of Kit Carson            | разные роли (3 эпизода)                            |
| 1953      | ф | Юлий Цезарь                       | Julius Caesar                           | гражданка Рима                                     |
| 1953      | ф | Возьми меня в город               | Take Me to Town                         | Луиз Пиккетт                                       |
| 1953      | ф | Наполовину герой                  | Half a Hero                             | соседка в деревне (в титрах не указана)            |
| 1953      | ф | Малышка Бесс                      | Young Bess                              | Мэри (в титрах не указана)                         |
| 1953      | с | Городской детектив                | City Detective                          | миссис Эдвардс (1 эпизод)                          |
| 1953—1954 | с | Театр звезд «Шлитца»              | Schlitz Playhouse of Stars              | разные роли (2 эпизода)                            |
| 1953—1957 | с | Персональный секретарь            | Private Secretary                       | Вайолет «Вай» Прэскинс (41 эпизод)                 |
| 1954      | ф | Везунчик                          | Lucky Me                                | Луиз Пиккетт                                       |
| 1954      | ф | Номер для директоров              | Executive Suite                         | мисс Нордли (в титрах не указана)                  |
| 1955      | ф | Семь разгневанных мужчин          | Seven Angry Men                         | миссис Мэри Браун                                  |
| 1955      | ф | С добрым утром, мисс Дав          | Good Morning, Miss Dove                 | миссис Мейкпис (в титрах не указана)               |
| 1955      | с | Театр Джейн Уаймен                | ane Wyman Presents The Fireside Theatre | медсестра Хэнсон (1 эпизод)                        |
| 1955      | с | Солдаты удачи                     | Soldiers of Fortune                     | миссис Андерсон (1 эпизод)                         |
| 1958      | с | Выбор народа                      | The People's Choice                     | Эмма (1 эпизод)                                    |
| 1958—1961 | с | Шоу Энн Сотерн                    | The Ann Sothern Show                    | Олив Смит (56 эпизодов)                            |
| 1962      | с | Освободите место для папочки      | Make Room for Daddy                     | миссис Маршалл (1 эпизод)                          |
| 1964      | с | Правосудие Берка                  | Burke's Law                             | Рут Поттер (1 эпизод)                              |